# Brunnmigi
En la mitología nórdica, un Brunnmigi (nórdico antiguo "hace pis en un pozo") es un ser que profana los pozos encontrados por el rey Hjörleifr en Hálfs saga ok Hálfsrekka y, como se registra en el Prose Edda þulur, también es un kenning aplicado a los zorros. Es una bestia grande.

## Novelística
El Brunnmigi es mencionado en el segundo libro de la serie "Magnus Chase y los dioses de Asgard", El Martillo de Thor donde Inge le dice a Magnus sobre el Brunnmigi llamado Pees-in-the-well (el único conocido) que atacó y mató al hermano de Hearthstone, Andiron, en la forma de un oso-lobo azul mientras el primero estaba de espaldas.